# Паста с бобами
Паста с бобами (итал.  pasta e fagioli) (фасолью) является типично итальянским блюдом, у которого есть несколько региональных вариантов.
Ингредиенты, как правило, могут включать: макаронные изделия, бобы (фасоль), чеснок, бульон, сало, оливковое масло, сельдерей, шалфей, розмарин, тимьян, петрушку, майоран, перец, томат, ветчину или панчетту, свиную шкурку (итал. cotica).
Регион происхождения этого блюда неясен, и оно считается типичным блюдом кухни различных областей, например: Лацио, Кампания, Ломбардия, Тоскана, Пьемонт и Венето.

## Паста и фасоль в неаполитанской кухне
В неаполитанской кухне особенность пасты с фасолью, а также пасты, приготовленной с другими бобовыми, заключается в том, что паста готовится непосредственно с бобовыми, а не отдельно в подсоленной воде перед добавлением в бобы. При таком приготовлении сохраняется весь крахмал макарон, который теряется при сливе воды от макарон. Это делает сливочный соус более густым и насыщенным. Существует два варианта приготовления этой пасты: с белым соусом или с томатами. Также принято употреблять пасту с бобами на следующий день после приготовления.
Использование свиного сала на шкурке, «котика» или «котиче», или мидий в пасте и бобах также очень популярно в неаполитанской кухне. Последний вариант очень распространен в городе Салерно.

## Паста с бобами в Латинской долине
В этой части Италии издавна готовят пасту с бобами, используя для этого широкие и недлинные макароны «санье» (итал. sagne), своего рода тальятелле; также используют каннеллини (итал. fagioli cannellini) (белая фасоль), чеснок, розмарин, иногда с беконом в оливковом масле. Считается, что такую пасту здесь готовили ещё во времена Римской империи, её особенно любил Цицерон, хотя в то время, вероятно, использовался другой сорт бобов.
На основе бобов (фасоли), тушёных в соусе софрито (итал. soffritto), но без макарон, также готовят суп; его подают с кусочками хлеба (гренками), а в бобы добавляется цикорий.